# Mul de Kent
Mul (em inglês antigo:  Mūl, literalmente "mula"; m. 687) pode ter reinado por um breve período como rei de Kent depois da conquista de seu irmão, Ceduala da Saxônia Ocidental em 686. O pai de Mul era Cemberto (Coenberht), o que o torna membro da Casa da Saxônia Ocidental (um descendente de Cínrico). O nome "Mul" é bastante raro e já se propôs que seja uma derivação do termo latino "mulus" ("mula"), uma palavra que certamente entrou para o vocabulário do inglês antigo. Presumivelmente era um apelido que tornou-se habitual.
A "Crônica Anglo-Saxônica" relata que, em 686, "Ceduala e Mul, seu irmão, arrasaram Kent e Wight". No ano seguinte, porém, relata que "Mul foi queimado em Kent e doze outros com ele; e naquele ano Ceduala novamente arrasou Kent". 
Em 694, ainda segundo a Crônica, o povo de Kent fez a paz com Ine, sucessor de Ceduala, e entregou-lhe uma grande soma "porque tinham queimado Mul".
O reinado de Mul é mencionado numa escritura de Suebardo (Swæfheard).